# Гайнлайн (кратер)
Гайнлайн (англ. Heinlein) — метеоритний кратер в землі Прометея на Марсі. Центр кратера має координати 64°29′ пд. ш. 116°19′ сх. д. / 64.48° пд. ш. 116.31° сх. д., діаметр 83 км. Названий у 1994 році на честь Роберта Гайнлайна, відомого американського письменника-фантаста. По сусідству знаходиться кратер Стенлі Вейнбаума.
У відповідності з пануючими поглядами і на основі наукового аналізу наявних даних на Марсі може існувати підземний шар льоду аж до 30-40 градусів як південній, так північної широти. Тому існує ймовірність того, що підземний лід можна буде знайти в околицях кратера Гайнлайн, що робить його можливим місцем для людського поселення. Взимку південна полярна шапка тягнеться приблизно до 45 ° південної широти і покриває кратер шаром замороженої двоокису вуглецю, тобто сухого льоду.